# Springer Science+Business Media
Springer Science+Business Media, krajše Springer, je bilo globalno založniško podjetje, ki je izdajalo knjige, e-knjige in znanstvene revije, tehniške ter medicinske publikacije. Springer je gostil tudi številne znanstvene zbirke podatkov, vključno s SpringerLink, SpringerProtocols, in SpringerImages. Knjižne izdaje vsebujejo temeljna referenčna dela, učbenike, monografije in knjižne zbirke; več kot 37.000 naslovov je na voljo v obliki e-knjig v 13 tematskih zbirkah. Springer je bil največji založnik strokovnih knjig in drugi največji založnik znanstvenih revij (za Elsevierjem) na svetu, z več kot 60 založniškimi hišami in več kot 5000 zaposlenimi. Izdajal je približno 2000 revij in 6500 knjižnih naslovov letno. Podjetje je imelo glavne pisarne v Berlinu, Heidelbergu, Dordrechtu in New Yorku.
Kot Springer-Verlag je podjetje leta 1842 v Berlinu ustanovil nemški založnik Julius Springer. Leta 1999 se je preimenovalo v BertelsmannSpringer, ko je večinski delež v njem kupila multinacionalka Bertelsmann. Kot Springer Science+Business Media je obstajalo od leta 2004, ko sta ga prevzeli investicijski družbi Cinven in Candover ter ga združili z nizozemsko založbo Kluwer Academic Publishers.
Maja 2015 je bil Springer pridružen londonskemu založniku Macmillan Publishers, skupno podjetje Springer Nature je v lasti založniškega holdinga Holtzbrinck Publishing Group in investicijske družbe BC Partners.

## Izbrane publikacije
- Encyclopaedia of Mathematics
- Ergebnisse der Mathematik und ihrer Grenzgebiete (knjižna zbirka)
- Graduate Texts in Mathematics (knjižna zbirka)
- Grothendieck's Séminaire de géométrie algébrique
- Lecture Notes in Computer Science
- Springer Series in Surface Sciences (knjižna zbirka)
- Undergraduate Texts in Mathematics (knjižna zbirka)
- Zentralblatt MATH